# Las Vegas Monorail
De Robert N. Broadbent Las Vegas Monorail is een openbaarvervoersysteem één blok verwijderd van de Strip in Las Vegas, Nevada, Verenigde Staten. De monorail-verbinding heeft een lengte van 6,3 km en werd in 2004 geopend. De monorail rijdt tussen Sahara en MGM Grand, met hiertussen 7 haltes.
De Las Vegas Monorail is genoemd naar Robert N. Broadbent, oud-burgemeester van Boulder City, die voor de publieke en bestuurlijke steun, en daarmee voor de realisatie van het project heeft gezorgd. Hij stierf in 2003, nog voordat de eerste rit werd gemaakt.
De monorail wordt beheerd en geëxploiteerd door de Las Vegas Monorail Company die te boek staat als een bedrijf zonder winstoogmerk. Vanwege de belastingen die anders betaald moesten worden is besloten er een non-profitbedrijf van te maken. Dit is mogelijk door plaatselijke regels omdat het bedrijf een openbare dienst verleent.

## Geschiedenis

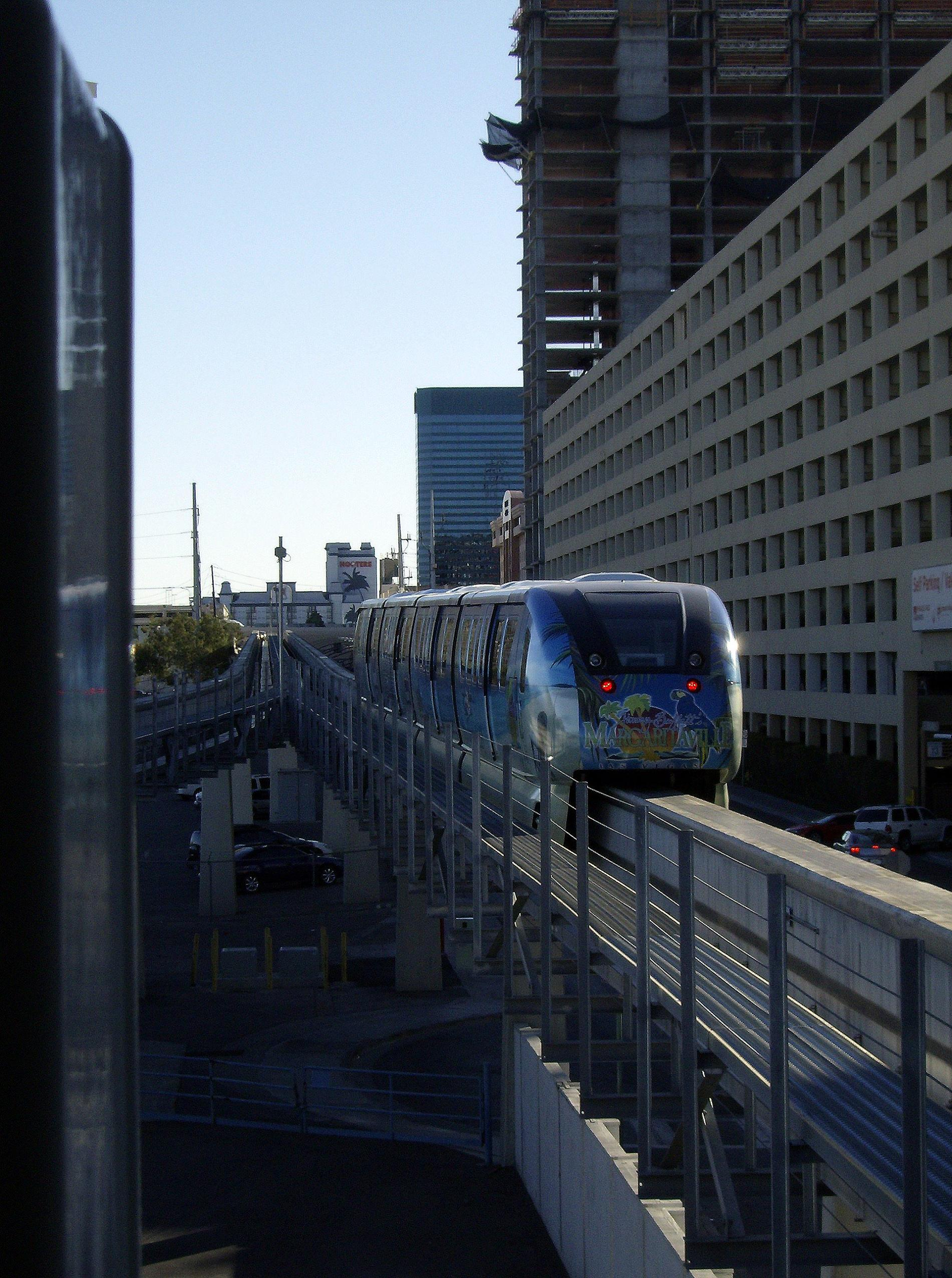
Een van de monorail treinen.

Het project dat door Bombardier Transportation werd gebouwd was een verlenging van de bestaande monorail tussen Bally's en MGM Grand. Het project liep tijdens de bouw vrijwel gesmeerd maar in de testfase liep het een jaar vertraging op. Veel van de problemen die ontstonden bij het testen van de monorail waren onderdelen van de baan die van de baan afvielen wanneer de trein hier over heen reed. Na een jaar van testen en verbeteren werd de Robert N. Broadbent Las Vegas Monorail op 15 juli 2004 geopend.
In september van het openingsjaar ontstond er wederom een probleem. Opnieuw vielen onderdelen van de baan af, zodat de monorail vier maanden gesloten werd om het probleem op te kunnen lossen. Ook werden de veiligheidseisen verscherpt. Uiteindelijk werd de Las Vegas monorail op 24 december 2004 heropend.
Tijdens de Consumer Electronics Show van 2004 werd bewezen dat de monorail grote groepen mensen kon vervoeren en daarbij de doorstroom kon waarborgen, aldus het Transit Systems Management.
Begin 2005 werd het vervoerssysteem opnieuw enkele uren stilgelegd in verband met een technisch mankement. In datzelfde jaar dienden zich ook de eerste sponsors aan: BankWest, Hansen Natural en Paramount. Dit zorgde onder andere voor de komst van een trein met het thema "MoneyRail" en een "Star Trek" trein.
Halverwege 2005 gaf het Transit Systems Management aan dat het bedrijf uit het project zou stappen en dat het overgenomen zou worden door een non-profitorganisatie, de Las Vegas Monorail Company die op dat moment ook al de uitvoerders waren van het vervoerssysteem. De directeur van de organisatie werd Curtis Myles daarvoor actief bij de Regional Transportation Commission of Southern Nevada.
In 2010 werd de Las Vegas Monorail Company bedreigd met faillissement. Er werd echter ook aangegeven dat, mocht dit gebeuren, de dienstregeling geen gevaar zou lopen. Er werd in verband met het eventuele faillissement grote reorganisaties aangekondigd om uit de financiële problemen te blijven.
Een jaar later op 11 maart 2012 werd bekendgemaakt dat het Sahara zijn deuren zou sluiten. Aangezien het noordelijkste station zich voor een gedeelte aan het Sahara bevindt was dit van invloed op de monorail. Op dezelfde dag werd door de Las Vegas Monorail Company een persbericht verstuurd dat het station geopend zou blijven aangezien deze ook bereikbaar zou zijn vanaf de straat.

### Uitbreiding

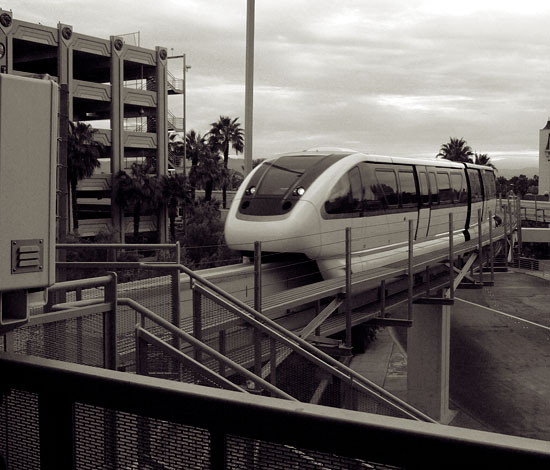
De Las Vegas Monorail.

#### Fase 2 (Origineel)
De eerste plannen voor een uitbreiding kwamen al in 2004 vlak na de opening van de nieuwe monorail. Er zou in deze plannen naar het noorden worden uitgebreid waardoor ook Downtown Las Vegas bereikt kon worden met de monorail. In de planning zou de bouw beginnen in 2005 en eindigen in 2008, maar de overheid maakte op 27 februari bekend dat zij niet de gevraagde 400 miljoen dollar zouden geven.
Met de plannen waarbij het al aangelegde stuk in 2004 zou worden geopend en de voorspelling van twintig miljoen bezoekers per jaar zou het geld verdiend worden om de uitbreiding te kunnen betalen. Dit werd echter gedwarsboomd door de vertraging van een jaar voor de opening en later nog de sluiting van vier maanden. Door deze sluiting waren de inkomsten niet zo hoog als van tevoren begroot, tevens zorgde dit ervoor de overheid geen geld wou uitgeven aan het project.

#### Fase 2 (Huidige)
Een tweede plan voor uitbreiding bevatte een uitbreiding richting McCarran International Airport hierbij zouden er eerst nog haltes aangedaan worden op de strip waarna de monorail ook nog terminal 1 en 3 zou meepakken. In eerste instantie was dit idee minder populair dan het originele plan omdat er ook veel taxibedrijven en limousinebedrijven op de strip aanwezig zijn die deze dienst aanbieden. De overige hotels waren echter meer te spreken over deze uitbreiding dan de originele plannen en waren ook bereid om het plan te ondersteunen.
In 2006 werden de plannen voor een uitbreiding naar het vliegveld goedgekeurd door Clark County er werden echter nog geen details vrijgegeven over de kosten en wie de geldschieters zouden zijn. De details over de uitbreiding werden pas in september 2008 vrijgegeven. Hieruit werd duidelijk dat er twee stops zouden komen op het vliegveld. Een bij terminal 1 en een bij terminal 3. Daarna zou de lijn weer teruggaan naar de al bestaande dienstregeling.
De uitbreiding zou worden gefinancierd uit privégelden en de bouw zou volgens de plannen beginnen in 2012.

## Route
De eerste route van de monorail was tussen het Bally's en MGM Grand. Na de uitbouw beslaat de dienst ongeveer driekwart van de strip. De noordelijkste halte is die bij het Sahara. Vervolgens zijn er de haltes bij het Las Vegas Hilton, Las Vegas Convention Center, Harrah's, Flamingo, Bally's-Paris en de meest zuidelijke halte is die bij het MGM Grand. De monorail loopt een blok achter de Las Vegas Strip maar wel parallel aan deze. Op de strip zelf is de monorail vaak niet te zien.
Na de uitbreiding waarvan de bouw in 2012 zou moeten beginnen zullen er nog vier nieuwe stations bij komen en wordt het totaal uitgebreid naar elf stations. Er zullen nog haltes bij komen bij het Hard Rock Hotel en Thomas & Mack Center. Daarnaast zullen er bij terminal 1 en terminal 3 van het McCarran International Airport stations voor de monorail worden gebouwd.

## Ontwerp
De treinen van de Las Vegas Monorail zijn door Bombardier MVI gebouwd en met het ALWEG systeem uitgerust. De treinen zijn te vergelijken met de treinen die gebruikt worden bij de monorail van Walt Disney World Monorail, in de eerste zeven jaar toen het nog alleen een vervoersmiddel was tussen het MGM Grand en Bally's werden er ook treinen gebruikt die afkomstig waren van Walt Disney World.
De treinen die speciaal voor de monorail zijn gebouwd, verschillen van die van Disney World omdat deze een andere koppeling hebben. Het gewicht van de treinen wordt gedragen door luchtbanden. De treinen bestaan uit vier wagons die in totaal 240 mensen kunnen vervoeren. Er zijn 80 zitplaatsen en 160 staplaatsen.
Van de verschillende treinen hebben de meeste een gesponsord uiterlijk, daarnaast zijn er mogelijkheden tot reclame in en op de treinen. Dit zijn extra inkomsten voor de Las Vegas Monorail Company om het project te kunnen financieren.